# 花詩集 こでまりによせて
『花詩集 こでまりによせて』（はなししゅう こでまりによせて）は、あさぎり夕による日本の漫画作品。
『なかよし』（講談社）1979年4月号と同年5月号に前後編が掲載された。全2話。単行本は同社の講談社コミックスなかよしより全1巻。

## 書誌情報
- あさぎり夕 『花詩集 こでまりによせて』 講談社〈講談社コミックスなかよし〉、1979年10月5日第1刷発行、ISBN 4-06-108339-2
  - 表題作のほか、読み切り作品「悲しみ色のリン」「渡り鳥のように」「ちょっぴり危険なラブ講座PART2」が同時収録されている。